# Der gefühlvolle Kerckermeister
Der gefühlvolle Kerckermeister oder Adelheid, die verfolgte Wittib. Gesprochene und gesungene Parodie eines getanzten Dramas, mit Verwandlungen, Gruppierungen, Äußerungen, Mutmaßungen, Einsperrungen, Entführungen, Malträtierungen, Rettungen, Dingsda und allem Erdenklichen, was sie sich selbst wünschen, in drei Aufzügen, ist ein parodierendes Zauberstück mit Gesang von Johann Nestroy. Das Stück entstand 1832 und wurde am 7. Februar desselben Jahres als Benefizvorstellung für die beliebte junge Schauspielerin und Lokal-Soubrette Thekla Demmer-Kneisel uraufgeführt. Sie war die Tochter von Caroline Demmer und starb schon am 22. August dieses Jahres 1832 im Alter von 30 Jahren.

## Inhalt
Berengario will Adelheid zur Heirat zwingen, aber da sie sich – wenn auch nicht sehr überzeugend – dagegen sträubt, lässt er sie zusammen mit Bubino und G'schicktus in den Kerker werfen. Er schickt ihr vier Mörder nach, der getreue Seelengutino kann die Unholde jedoch betrunken machen und flieht mit den Gefangenen aus dem Schloss.

„Dalkopatscho: ‚Gute Nacht ihr Halunken!‘

       Seelengutino: ‚Jetzt ist die Kuh aus'n Stall!‘“

Während Berengario mit der Verfolgung beginnt, kommen die Flüchtlinge bei Seelengutinos Gevatter Pantoffelino im Dorf an. Die Bauern verkleiden Adelheid als Bäuerin und wollen sie unter den tanzenden Hochzeitsgästen verstecken, aber Berengario kann sie mit Hilfe des verräterischen Pumpfo entlarven. Die Flüchtlinge entkommen mit Hilfe eines Walfisches auf einer Schiffmühle.

„Berengario: ‚Ha dort echappiert sie! Zu Schiffe! zu Schiffe!‘“

Der „weise“ Greis, den sie in seiner Höhle aufsuchen, soll ihnen mit Rat und Tat helfen, aber er entpuppt sich als „weiß(haarig)er“ Dummkopf. Seine einzigen Ratschläge, als Berengario mit seinen Gewaffneten auftaucht, sind nachgeplapperte Platitüden. Im letzten Moment taucht Krotto der Kleine mit seinem Zauberschiff auf, verbannt Berengario und die Seinen in die Unterwelt und hält um die Hand Adelheids an:

„Nun kommt in mein Sternenreich, dort werde die Vermählung gefeyert.“

## Werksgeschichte
Das historisch-pantomimische Ballett in fünf Aufzügen ‚Adelheid von Frankreich‘ von Louis Henry, Ballettmeister an diesem Theater, Musik von Cesare Pugni, wurde seit dem 5. Jänner 1832 im k.k. Hoftheater nächst dem Kärnthnerthore mit großem Erfolg aufgeführt. Schon am 7. Februar erschien Nestroys Parodie darauf im Theater an der Wien und über längere Zeit hindurch konnten beide Stücke gleichzeitig gesehen werden. Grundlage beider Werke war die dramatische Legende Der Schutzgeist (Uraufführung in Berlin 1814, in Wien 1815 im Theater an der Wien unter dem Titel Adelheid von Italien) von August von Kotzebue, in der die Geschichte der deutschen Kaiserin und Heiligen Adelheid von Burgund (931–999) erzählt wird. Sie war die Witwe König Lothars II. (in der Parodie Pfundar), der vermutlich von Markgraf Berengar II. (in der Parodie Berengario) vergiftet wurde, und floh zum deutschen König Otto der Große (in der Parodie Krotto der Kleine), den sie ehelichte.
In den von Rudolf Payer von Thurn in Wien 1910 herausgegebenen Wiener Haupt- und Staatsaktionen (Teil II, S. 185 f.) steht folgendes Stück vermerkt: Der besiegte Obsieger Adalbertus König in Wälschlandt oder die Wurckungen deß Betruchs bey gezwungener Liebe Mit Hanswurst … Componirt A° 1724 von einem Comico. In diesem Stück heiratet Adelheide, Wittwe des Lotarius, Königs in Wälschlandt, von Berengario zu einer Gemahlin begehrt für Adalbertum, seinen Sohn und auffgenohmenen Mitgehilffen der Regierung den Lidolpho, Sohn des Kaysers Ottonis.
Nestroy, der 1831 von Graz und Preßburg endgültig nach Wien zu Direktor Carl Carl ins Theater an der Wien übersiedelt ist, verfasste 1832 mit dem Gefühlvollen Kerckermeister sein erstes eigenes Stück für diese Bühne. Diese Parodie führte die damals beliebten Versatzstücke romantisch-sentimentaler schablonenhafter Motive und ebensolcher Charaktere und Requisiten ad absurdum. Scheinbar ganz den Elementen des Zaubermärchens verschrieben, war es dennoch nur ein Spiel mit den Elementen dieser Gattung von Komödie, das von Beginn an den Unernst ankündigte, mit dem es das Genre parodierte. Es wurde trotz des anfänglich überraschten Publikums ein großer Erfolg und im Laufe des Jahres 1832 zwanzigmal gespielt.
Johann Nestroy spielte den Dalkopatscho, Carl Carl den Seelengutino, Friedrich Hopp den alten Greis, Ignaz Stahl den Pantoffelino und den Flegelino, Franz Gämmerler den Mörder Würgano, die Benefiziantin Thekla Kneisel die Adelheid. Auf dem Theaterzettel war vermerkt: „Arrangiert von Carl“.
Ein Originalmanuskript Nestroys mit dem Titel Adelheid. Parodie in drei Aufzügen von Johann Nestroy, Februar 1832 auf dem Umschlagblatt (auf der ersten Seite der komplette Titel wie oben) ist erhalten, sie trägt drei Signaturnummern, da sie zu unterschiedlichen Zeiten in den Besitz der Sammlung kam. Einige stumme Figuren tragen ebenfalls Namen: Dabini, eine von Adelheids Frauen, Avanto, Anführer von Berengarios Wache, Mordio, zweiter Bewaffneter, Dolchosi, Würgano, Strickoni, Giftino, die vier Mörder. Ebenfalls erhalten geblieben ist die Originalpartitur von Adolf Müller mit einem eingeklebten Inhaltsverzeichnis und vielen nachträglichen Eintragungen und Korrekturen.

## Zeitgenössische Rezeption
Die Aufnahme durch das Publikum war begeistert, bei den Kritikern – wie auch später noch bei Nestroys Stücken – eher gemischt. Gepriesen wurde vor allem die Regie Direktor Carls, die Musik Adolf Müllers und die Leistung von Thekla Kneisel.
Der Wanderer vom 14. Februar (Nr. 45, S. 84) stellte fest:

„Die neue Parodie des Hrn. Nestroy: ‚Der gefühlvolle Kerkermeister,‘ macht dem Theater an der Wien fortwährend volle Häuser. Mad. Kneisel, die HH. Carl, Nestroy und Werle finden darin die meiste Gelegenheit zur Auszeichnung.“

Adolf Bäuerles Wiener Theaterzeitung schrieb in der bereits vierten, diesmal sehr ausführlichen Kritik durch dieses Blatt am 15. Februar 1832 (Nr. 33, S. 130 f.) über Nestroys Darstellungskunst, er zeige „ein vorzüglich launiges Spiel“, wobei der große Beifall ihm deutlich beweise, „wie sehr sein eifriges Bemühen, die Gunst des Publikums gänzlich zu erlangen, auch anerkannt war.“ Der Autor Nestroy wurde vorerst allerdings noch weniger gelobt, viel mehr das Arrangement des Stückes durch Direktor Carl.
Im Sammler schrieb Ignaz Franz Castelli unter dem Pseudonym Sigmund am 21. Februar (Nr. 22, S. 88) eher zurückhaltend:

„[…] dass die Pièce ihr Glück offenbar nur der scheinbaren Einheit der Idee und dem genauen Mechanismus zu danken habe und jede folgende Spekulation dieser Art missglücken müsse. […] Übrigens ist Hr. Carl als Kerkermeister eine so ergötzliche und zwerchfellerschütternde Gestalt, daß er wahrlich solcher Notbehelfe nicht bedarf. Hr. Nestroy thut des Guten ein wenig zu viel; Mad. Kneisel aber bewährt ihre Lieblichkeit und Brauchbarkeit auch in dieser Rolle.“

## Spätere Interpretationen
Otto Rommel reiht das Werk in der Kategorie jener Parodien ein, „die sich des Zauberapparates bedienen“. Dazu zählte er auch Der Zauberer Sulphurelectrimagneticophosphoratus, Nagerl und Handschuh, Zampa der Tagdieb und Robert der Teuxel.
Bei Brukner/Rommel ist zu lesen, dass sich Nestroy's Parodie in erster Linie gegen die Mängel der Darstellung und Regie des Balletts richtete. Zahlreiche Unwahrscheinlichkeiten und Übertreibungen, der Aufführung als Tanztheater geschuldet, hätten ihn zum Spott herausgefordert. Am schärfsten habe er das Pathos des gefühlvollen Kerkermeisters, der edlen Wittib und des weisen Einsiedlers parodiert. Da dies nahezu unsterblichen theatralischen Schablonen seine, wirke das Stück auch noch ohne Kenntnis des Ballets wenn auch für die Zeitgenossen der direkte Vergleich mit den ihnen geläufigen Tänzern besonders vergnüglich gewesen sei.
Helmut Ahrens merkt an, dass dieses verschlungene, schon in den ersten Dialogen flapsige, verrücktes Stück für das Wiener Publikum etwas Neues gewesen sei, das sich zwar der Elemente des Zaubermärchens bediene, jedoch diese Versatzstücke des Alt-Wiener Volkstheaters nur benütze, um es gleichzeitig zu parodieren. Dass die Kritiker sehr unterschiedlich geurteilt hätten, führt Ahrens auf die Tatsache zurück, dass die Journalisten Wiens in der damaligen Zeit nicht immer gerecht, ja manchmal sogar erstaunlich korrupt gewesen wären.
Jürgen Hein und W. Edgar Yates weisen besonders darauf hin, dass dieses Stück Nestroys erstes – wenn auch anonymes – erfolgreiches Wiener Stück war, obwohl Nagerl und Handschuh von Direktor Carl schon vorher bei der Zensur eingereicht worden war. Aus der neuzeitlichen Sicht sei erkennbar, dass Nestroy mit dieser Parodie die „Ballettromantik“ seiner Zeit aufs Korn genommen habe. Durch den Nestroy-typischen ernüchternd-satirischen Schluss habe er diese kitschige Romantik des Originals noch einmal deutlich ad absurdum geführt, wenn Adelheid im Schlussgesang Adelheid/Dalckopatscho/Seelengutino ganz prosaisch singt:

„Ich krieg jetzt ein Mann, zwar sehr schön ist er nit
Jetzt hab ich doch vor der Verfolgung ein Fried.
Er ist reich, das is d'Hauptsach jetzt auf dieser Welt,
A Wittwee braucht nichts als ein Mann und viel Geld.“